# الولايات المتحدة مقابل 95 برميلا مزعوما من خل حمض التفاح
الولايات المتحدة مقابل 95 برميلًا مزعومًا من خل حمض التفاح 265، 438U.S، 1924، كانت قضية اعتبرت فيها المحكمة العليا في الولايات المتحدة أن خل التفاح مزيف عندما يتم إنتاج الخل من التفاح المجفف. حيث كانت العلامة التجارية المعنية تشير إلى أن الخل مصنوع من التفاح «المختار». وقد اعترفت شركة دوجلاس للتعبئة، وهي الشركة المصنعة، بتجفيف التفاح الطازج ثم إعادة ترطيب التفاح بالماء النقي لإنتاج الخل. وقد تم استخدام مواد كيميائية إضافية في عملية تصنيع الخل المصنوع من التفاح المجفف، ولكن لم يزعم أي من الطرفين أن هذا يؤثر على الخل. بخلاف ذلك، والفرق في التفاح، فإن عملية التصنيع كانت نفسها. استنتج قاضي المحاكمة، والذي جرب عينات من الخل المعني في القضية  وخل التفاح المصنوع من التفاح الطازج، أن هناك اختلافات طفيفة في المظهر والطعم. وقد أنتجت المقارنة الكيميائية نتائج مماثلة لكل من السوائل. لم يكن هناك أي إدعاء بأن الخل من التفاح المجفف كان ذو نوعية رديئة. ومع ذلك، وجدت المحكمة أولاً أن خل التفاح المجفف لم يكن متطابقًا مع الخل الشائع فهمه، والذي يتم إنتاجه من مكونات طازجة. وثانيًا، يحتوي التفاح الطازج على عصير التفاح المستخدم عادةً في إنتاج خل التفاح، بينما يستخدم دوغلاس للتعبئة الماء كمكوّن بديل. وأخيرا، وجدت المحكمة أن عبارة «صنع من التفاح المختار» هي عبارة مضللة للقارئ حيث تؤدي إالى الاعتقاد بأن التفاح المستعمل طازج وليس مجففًا. وباخذ تلك النقاط الثلاث السابق ذكرها بالاعتبار؛ تقليد تحت نفس الاسم، قائمة مكونات خاطئة أو مضللة، وعلامات تجارية مضللة، وهي جميعها جزء من قانون الغذاء والدواء والتي تعرف «التضليل في تسمية العلامة التجارية»، فقد وجدت المحكمة العليا أن خل حمض التفاح مضلل في تسميته بموجب النظام الأساسي.

## وصلات خارجية
- Text of United States v. Ninety-Five Barrels Alleged Apple Cider Vinegar, 265 U.S. 438 (1924) is available from: Cornell CourtListener Findlaw Google Scholar Justia OpenJurist